# Universiteit van Noord-Iowa
De Universiteit van Noord-Iowa is een staatsuniversiteit in Cedar Falls in de Amerikaanse staat Iowa. De universiteit werd in 1876 opgericht als Iowa State Normal School. In 1909 werd de naam gewijzigd in Iowa State Teachers College. In 1961 werd de naam gewijzigd in State College of Iowa en in 1967 kreeg het de huidige naam.
In het voorjaar van 2005 waren er 12.500 studenten aan de universiteit ingeschreven.
De sportteams van de universiteit noemen zich de Panthers en zijn aangesloten bij de competitie van de Gateway Football Conference en - in het geval van basketbal - van de Missouri Valley Conference.

## Verbonden

### Als student
- Peter Michaelides (1930), componist en muziekpedagoog
- Chuck Grassley (1933), Republikeins politicus en senator voor Iowa
- Jerry Neil Smith (1935), componist, muziekpedagoog, dirigent en klarinettist en saxofonist
- Joey Woody (1973), atleet, gespecialiseerd in hordelopen

### Als student en docent
- Robert James Waller (1939-2017), romanschrijver, hoogleraar bedrijfseconomie

### Eredoctoraat
- Tenzin Gyatso (1935), veertiende dalai lama